# Chinonso Emeka
Chinonso Emeka (30 augustus 2001) is een Nigeriaans voetballer die sinds 2022 onder contract ligt bij AS Trenčín.

## Carrière

### KAA Gent
In maart 2021 kondigde KAA Gent de komst aan van Emeka en zijn landgenoot Adewale Oladoye. Op 22 mei 2021 maakte hij zijn officiële debuut voor de club: in de Europe play-offwedstrijd tegen KV Mechelen (1-2-winst) mocht hij in de 79e minuut invallen voor Roman Jaremtsjoek. Zijn debuut deed stof opwaaien in België, want toen Emeka tijdens zijn invalbeurt tegenstander Lucas Bijker na een duel tegen de grond werkte, riep KV Mechelen-assistent Frederic Vanderbiest "Heeft hij geen eten gekregen of wat?". Vanderbiest ontkende dat het racistisch bedoeld was, maar de poppen gingen meteen aan het dansen.
In het seizoen 2021/22 kwam Emeka, mede door blessurleed, niet aan spelen toe bij Gent. Zijn aflopende contract werd dan ook niet verlengd.

### AS Trenčín
Op 14 oktober 2022 kondigde de Slowaakse eersteklasser AS Trenčín de komst van Emeka aan. Drie maanden eerder had Adewale Oladoye ook al voor deze club getekend. Op 15 oktober 2022 kreeg hij al een korte invalbeurt in de competitiewedstrijd tegen MFK Skalica (3-1-winst). In zijn tweede officiële wedstrijd, een bekerwedstrijd tegen tweedeklasser FK Slavoj Trebišov, liet Emeka zich opmerken door in zes minuten een hattrick te scoren. Op 9 november 2022 stond Emeka ook aan het kanon in de 5-0-bekerzege tegen tweedeklasser Spartak Myjava.

## Clubstatistieken
| Seizoen     | Club        | Competitie      | Competitie | Competitie | Competitie | Beker | Beker | Beker | Internationaal | Internationaal | Internationaal | Totaal | Totaal | Totaal |
| Seizoen     | Club        | Competitie      | Wed.       | Dlp.       | Ass.       | Wed.  | Dlp.  | Ass.  | Wed.           | Dlp.           | Ass.           | Wed.   | Dlp.   | Ass.   |
| ----------- | ----------- | --------------- | ---------- | ---------- | ---------- | ----- | ----- | ----- | -------------- | -------------- | -------------- | ------ | ------ | ------ |
| 2020/21     | KAA Gent    | Eerste klasse A | 1          | 0          | 0          | 0     | 0     | 0     | —              | —              | —              | 1      | 0      | 0      |
| 2021/22     | KAA Gent    | Eerste klasse A | 0          | 0          | 0          | 0     | 0     | 0     | —              | —              | —              | 0      | 0      | 0      |
| Club Totaal | Club Totaal | Club Totaal     | 1          | 0          | 0          | 0     | 0     | 0     | 0              | 0              | 0              | 1      | 0      | 0      |
| 2022/23     | AS Trenčín  | Fortuna Liga    | 4          | 0          | 0          | 2     | 4     | 0     | —              | —              | —              | 6      | 4      | 0      |
| Club Totaal | Club Totaal | Club Totaal     | 4          | 0          | 0          | 2     | 4     | 0     | 0              | 0              | 0              | 6      | 4      | 0      |
| TOTAAL      | TOTAAL      | TOTAAL          | 5          | 0          | 0          | 2     | 4     | 0     | 0              | 0              | 0              | 7      | 4      | 0      |

Bijgewerkt op 16 december 2022.